# Република Кипър
Вижте пояснителната страница за други значения на Кипър.
Република Кипър (на гръцки: Κυπριακή Δημοκρατία, на турски: Kıbrıs Cumhuriyeti) е държава, разположена на остров Кипър. Двата основни и официални езика в Република Кипър са гръцкият и турският. Остров Кипър е разделен на три части – Република Кипър (член на ЕС), Севернокипърска турска република (която няма официално международно признание извън Турция) и британските военни бази Акротири и Декелия.
Кипър е населен още от зората на човешката цивилизация. Владян е от Древна Гърция, Египет, Рим, Османската империя, Венеция в различните периоди от своята история. Влиянието на тези култури може да се наблюдава върху намерените артефакти и произведения на изкуството. Островът е изключително богат на исторически забележителности – замъкът на Пафос, разкопките на комплекс от древни вили, Гробниците на Кралете, християнски базилики, древни езически храмове, укрепления и неолитни поселища.

## История
В Кипър са открити находки от неолита (7000 – 3800 г. пр. Хр.).
Едни от първите заселници на острова са микенците и финикийците (1050 – 600 г. пр. Хр.), а по-късно там се заселват и асирийци, египтяни и перси (700 – 475 г. пр. Хр.). Последни там се установяват гърците.
През Средновековието там се утвърждават кръстоносците, които завземат острова на 1 юни 1191 г. Офанзивата е водена от Ричард Лъвското сърце. Основано е Кипърското кралство, една от кръстоносните държави.
През 1271 г. Кипър е подложен на атака от мамелюците, но те са спрени при Лимасол. По това време владетел на Кипърското кралство е Юг III, който наследява на трона Юг II.

### Кипър под владението на Османската империя
През 1570 г. пълномащабно османско нападение с 60 000 войници поставя острова под османски контрол, въпреки твърдата съпротива на жителите на Никозия и Фамагуста. Османските сили, които превземат Кипър, избиват много гръцки и арменски християни. Предишният латински елит е унищожен и се осъществява първата значителна демографска промяна след Античността с формирането на мюсюлманска общност. Войници, които са се сражавали в завладяването, се заселват на острова, а от Мала Азия са доведени турски селяни и занаятчии. Тази нова общност включва също прогонени анадолски племена, „нежелани“ лица и членове на различни „обезпокоителни“ мюсюлмански секти, както и редица новопокръстени.
Османците премахват съществуващата феодална система и прилагат системата на миллетите, при която немюсюлманските народи се управляват от собствените си религиозни власти. За разлика от времето на латинското управление, главата на Кипърската църква е назначен за водач на кипърското гръцко население и действа като посредник между кипърските християни и османските власти. Този статут гарантира, че Църквата на Кипър е в състояние да сложи край на постоянните посегателства на Римокатолическата църква. Османското владичество на Кипър е на моменти безразлично, на моменти потисническо, в зависимост от темперамента на султаните и местните власти, и на острова започва икономически упадък, продължил повече от 250 години.
Съотношението на мюсюлманите към християните варира през периода на османското владичество. През 1777 – 78 г. населението е съставено от 47 000 мюсюлмани и 37 000 християни на острова. Към 1872 г.населението на острова се увеличава до 144 000, включващи 44 000 мюсюлмани и 100 000 християни. Мюсюлманското население включва множество крипто-християни, включително Линобамбаки, крипто-католическа общност, която възниква поради религиозно преследване на католическата общност от османските власти, тази общност ще се асимилира в общността на кипърските турци по време на британското управление.
Веднага след избухването на Гръцката война за независимост през 1821 г. няколко кипърски гърци заминават за Гърция, за да се присъединят към гръцките сили. В отговор османският управител на Кипър арестува и екзекутира 486 видни кипърски гърци, включително Киприан и четирима други епископи. През 1828 г. първият президент на съвременна Гърция, Йоанис Каподистриас призовава за обединение на Кипър с Гърция и се провеждат многобройни малки въстания. Реакцията на османското управление води до въстания както на кипърските гърци, така и на кипърските турци, въпреки че нито едно от тях не е успешно. След векове на пренебрежение от страна на Османската империя, бедността на повечето хора и все по-настоятелните бирници подхранват гръцкия национализъм и до XX век идеята за еносис, или съюз с отскоро независима Гърция, е здраво вкоренена сред кипърските гърци.
По време на османското владичество, числеността, записването в училище и грамотността са ниски. Тенденцията се запазва известно време след края на османското владичество и след това бързо се променя в посока увеличение през ХХ век.

### Колония на Великобритания
До 1960 г. островът е колония на Великобритания, след което получава независимост. Все още на острова се намират две действащи военни бази под юрисдикцията на Обединеното кралство.

### Независимост и турска окупация
На 1 октомври 1960 г. Кипър получава независимост от Великобритания. Първият президент на републиката е архиепископът Макариос III (1913 – 1977), който обединява църковната и светската власт. През 1963 – 1964 г. настъпват размирици, организирани от гръцки националисти. През 1964 г. в страната са разположени базите на умиротворителните войски на ООН, чиято мисия продължава до днес. На 20 юли 1974 г. турските войски предприемат десант, след прогръцкия преврат, организиран от режима на полковниците с цел присъединяване към Гърция и така стъпват на северното крайбрежие на острова. Те завземат около една трета от острова и окупират северната му част. През 1983 г. в окупираната от турците част на острова предводителят на турските кипърци Рауф Денкташ основава Севернокипърска турска република.
През 1974 г. след кратък период на насилие между гърци и турци, близо една трета от острова е окупирана от турски войски по силата на Гаранционния договор от 1960 г. Хиляди кипърски гърци са принудени да избягат за една нощ от домовете си на юг, губят цялото си имущество и никога повече не се завръщат в домовете си. Създадена е т.нар. Севернокипърската турска република. Окупираните територии са разделени чрез „Зелена линия“, дълга 180 km и охранявана от войски на ООН. Тази граница минава през столицата Никозия, която е последната разделена столица в света след падането на Берлинската стена. През 2007 г. части от границата са разрушени откъм южната ѝ половина.

## География

### Природа
Природата е съчетание от планини и равнини. Има две основни планински вериги – Пентадактилос в северната и Троодос в централната и югоизточната част на острова. Между тях се простира плодородната равнина Месаория. Десет процента от територията е използвана за пасища. В миналото островът е бил покрит с гори, но днес те са изсечени и на тяхно място има маквиси и твърди иглолистни гори.
Климатът е субтропичен и средиземноморски, с мека зима и сухо, горещо лято. През лятото няма дъжд, а през зимата падат оскъдни валежи.
| температура | яну   | фев   | мар   | апр   | май   | юни   | юли   | авг   | сеп   | окт   | ное   | дек   |
| ----------- | ----- | ----- | ----- | ----- | ----- | ----- | ----- | ----- | ----- | ----- | ----- | ----- |
| минимална   | 3 °C  | 6 °C  | 7 °C  | 11 °C | 16 °C | 20 °C | 23 °C | 22 °C | 19 °C | 16 °C | 11 °C | 7 °C  |
| максимална  | 15 °C | 16 °C | 19 °C | 23 °C | 29 °C | 33 °C | 44 °C | 45 °C | 45 °C | 28 °C | 22 °C | 17 °C |

## Политика
Република Кипър е член на Европейския съюз от 1 май 2004 г. Еврото е въведено като официална валута от 1 януари 2008 г. При започването на преговорите за присъединяване на Турция към ЕС Брюксел постави предварителното условие за изтегляне на военните ѝ сили от Кипър.

### Държавно устройство
Република Кипър е президентска република, като всяка новоизбрана президентска двойка получава мандат от пет години. Изпълнителната власт се упражнява от 11-членен министерски съвет. Президентът определя министрите, членове на министерския съвет и правителствения говорител. Министрите ръководят работата на повереното им ведомство, отговарят за прилагането на законите, подготовката на проектобюджета на министерството.
Законодателната власт по конституция принадлежи на парламента. Парламентът на Република Кипър се избира за срок от 5 години по пропорционалната система. Съгласно конституцията на републиката съдебната власт е независима. Основен орган на съдебната власт е Върховният конституционен съд на Република Кипър. Съдебната власт се упражнява от Върховния съд и на него са подчинени 6 областни съдилища и неголям брой районни съдилища. Председателите на ВКС и ВС се определят от президента за срок от 5 години.
Местното самоуправление се упражнява от градските и селските общински съвети. Градските общински съвети се занимават с управлението на градовете и големите селскостопански райони на страната, докато селските общински съвети упражняват местно самоуправление в рамките на селата. Те са независими от държавата органи и членовете им се избират на общински избори с обикновено мнозинство.

### Административно деление
Кипър е съставен 6 окръга, разделени на общо общини, но заради разделението на острова е прието той да бъде разделян на Северна (турска) и Южна (гръцка) част.
| Окръг        | Карта |
| ------------ | ----- |
| 1. Пафос     |       |
| 2. Лимасол   |       |
| 3. Ларнака   |       |
| 4. Фамагуста |       |
| 5. Никозия   |       |
| 6. Кирения   |       |

## Население
| Население (1961 – 2003) |  | Възрастова структура (2005) |
| Население (1961 – 2003) |  | Възрастова структура (2005) |

Градът с най-голямо население е Лимасол – над 70 000 души. Столицата Никозия е на 3-то място по брой на населението с 42 000 жители. Ако се отчита агломерацията, столицата е най-големият град на острова с 210 000 души население. Повечето гърци изповядват православно християнство, а турците – ислям.
Сред работещите в Кипър през 2011 г. европейци най-много са българите и румънците.

## Стопанство
Основните икономически дейности на острова са туризмът, износът на текстилни и занаятчийски изделия и търговското корабоплаване. Традиционните занаяти включват изработката на бродерии, грънци и медни изделия.
Повечето от културите, които се отглеждат в Кипър, са познати, но интересна част от стопанството е коренът на растението трилистник, наричан също „холукаси“. Голям процент от частните стопанства се занимават с отглеждането на този корен. Земите се обработват усилено, което се дължи на малките частни стопанства. Отглеждат се овце, кози и прасета, риболовът също е развит.

## Други
- Комуникации в Кипър
- Транспорт в Кипър
- Армия на Кипър
- Външна политика на Кипър